# Billy Jack Haynes
William Albert Haynes III (Portland, 10 luglio 1953) è un ex wrestler statunitense, maggiormente conosciuto con il ring name Billy Jack Haynes.

## Carriera

### Inizi (1982–1984)
Haynes esordì come lottatore di wrestling nel 1982 all'età di 29 anni. Si allenò presso il "Dungeon" di Stu Hart e per breve tempo lottò nella Stampede Wrestling di proprietà dello stesso Hart, formando un tag team con Bruce Hart. Iniziò a farsi chiamare "Billy Jack" nella Pacific Northwest ma fu costretto a cambiare nome quando Tom Laughlin (che aveva recitato nel film Billy Jack) minacciò di fargli causa. Aggiunse quindi il suo vero cognome al ring name, diventando "Billy Jack Haynes", muscoloso wrestler "babyface".

### Championship Wrestling from Florida e Pacific Northwest Wrestling (1984–1986)
Ebbe una forte rivalità con Rip Oliver fino al 1984, quando passò alla Championship Wrestling from Florida dove si imbarcò in un feud con Kendo Nagasaki nel corso del quale vinse il titolo NWA Florida Heavyweight Championship. Nel 1985 ebbe un breve stint nella World Class Championship Wrestling, dove la sua manager era Sunshine. A causa di conflitti personali tra Fritz Von Erich e Billy, egli fu estromesso dalla compagnia. In questo periodo affrontò un giovane Shawn Michaels che esordiva proprio allora. In seguito cominciò a dividersi tra Portland Wrestling e CWF; lottando in coppia con Wahoo McDaniel vinse l'NWA Florida United States Tag Team Championship e nella Jim Crockett Promotions ebbe un feud con Ole e Arn Anderson. Aveva appena cominciato una nuova rivalità con The Barbarian per stabilire chi fosse l'uomo più forte della federazione, quando lasciò improvvisamente la compagnia dopo una lite con Jim Crockett Jr. nel suo ufficio.

### World Wrestling Federation (1986–1988)
Nel 1986, Haynes firmò per la World Wrestling Federation dove fu contrapposto a Randy Savage in una faida con in palio l'Intercontinental Championship e poi a Hercules Hernandez. Il feud con quest'ultimo culminò a WrestleMania III, dove i due uomini furono entrambi contati fuori dal ring.
Nei mesi seguenti, i due ebbero una serie di "chain match" dove erano entrambi legati a una catena di ferro l'un l'altro e potevano usarla come arma sul ring. Poi Haynes si alleò con Ken Patera, da poco tornato in WWF dopo due anni di galera. Haynes salvò Patera da un'aggressione ai suoi danni da parte di Hercules e Harley Race. La coppia affrontò, senza successo, anche i Demolition.
La fuoriuscita di Haynes dalla WWF è stata oggetto di controversie. Secondo una versione, egli raccontò di aver lasciato la federazione dopo che si rifiutò di perdere un match nella sua città natale di Portland, Oregon. Altre versioni riportano invece che Haynes lottò effettivamente nel match ma cambiò il finale predeterminato all'ultimo istante, senza dire nulla a nessuno e rifiutandosi di perdere, venendo così licenziato all'istante.

### Carriera successiva (1988–1996)
Nel 1988 Haynes fece ritorno in Oregon e lottò in varie federazioni indipendenti, oltre che fondare la propria compagnia di wrestling, la Oregon Wrestling Federation. Nei primi anni novanta partecipò a diversi show della Universal Wrestling Federation di Herb Abrams, dove ebbe un feud con Ken Patera. Indossando una maschera con la gimmick di "Black Blood", lottò nella World Championship Wrestling come membro della stable di Kevin Sullivan. Poco dopo The Great American Bash, nel luglio 1991 fu licenziato dalla federazione a causa di dissidi di carattere economico. All'epoca del suo licenziamento, era infortunato seriamente a un ginocchio. Dopo un anno e mezzo di riabilitazione, tornò a Portland, dove ebbe una rivalità con Steve Doll. Nel 1995 fece qualche apparizione nella United States Wrestling Association conquistando anche due volte il titolo USWA Southern Heavyweight Championship, per poi ritirarsi dal ring all'inizio del 1996.

## Vita privata

### Arresto (2024)
L'8 febbraio 2024 Haynes fu arrestato a seguito di un fermo della polizia dopo una sparatoria. Interrogato dalla polizia, si presume che venga incriminato per l'omicidio della moglie, Janette Becraft, morta per un colpo di arma da fuoco. Becraft, ottantacinquenne al momento della morte, venne rinvenuta cadavere nella loro abitazione.

## Personaggio
- Mosse finali
  - Full nelson
  - La Guillotine (Diving knee drop)
- Manager
  - Sunshine (WCCW, 1985)
- Musica d'entrata
  - Muscles di Diana Ross

## Titoli e riconoscimenti
- Championship Wrestling from Florida
  - NWA Florida Heavyweight Championship (1)
  - NWA United States Tag Team Championship (Florida version) (1) - con Wahoo McDaniel
- Oregon Wrestling Federation
  - OWF Heavyweight Championship (2)[11]
- Pacific Northwest Wrestling
  - NWA Pacific Northwest Heavyweight Championship (5)
  - NWA Pacific Northwest Tag Team Championship (3) - con Stan Stasiak (2) e Ricky Vaughn (1)[12]
- Pro Wrestling Illustrated
  - PWI Most Improved Wrestler of the Year (1984)
  - 143º classificato nella lista dei migliori 500 wrestler singoli dei "PWI Years" del 2003
- United States Wrestling Association
  - USWA Southern Heavyweight Championship (2)
- World Class Championship Wrestling
  - WCCW Television Championship (1)[13][14]